# Cupa Challenge
Cupa Challenge (Engleză: Challenge Cup, Germană Wanderpokal) a fost o competiție fotbalistică înființată în 1897 de John Gramlick (fotbalist și cofondator al clubului Vienna Cricket and Football Club). La Cupa Challenge participau toate echipele de fotbal de pe teritoriul statului dualist Austro-Ungaria. La această competiție au participat trei asociații naționale de fotbal, deși, din punct de vedere politic, Challenge Cup nu a fost un turneu internațional.
Trofeul rămânea în vistieria unui club dacă acesta ajungea de trei ori învingător în această competiție, dar această regulă a fost abandonată din anul 1903. 

## Finalele Cupei Challenge
| Ediția    | Data               | Stadion             | Campioana                        | Scor    | Vice-Campioana                   |
| --------- | ------------------ | ------------------- | -------------------------------- | ------- | -------------------------------- |
| 1897-1898 | 27 noiembrie 1897  | Forstwiese Viena    | Vienna Cricket and Football-Club | 7 - 0   | Wiener FC 1898                   |
| 1898-1899 | 5 martie 1899      | Jesuitenwiese Viena | First Vienna FC 1894             | 4 - 1   | AC Viktoria Viena                |
| 1899-1900 | 11 martie 1900     | Stadion             | First Vienna FC 1894             | 2 - 0   | Vienna Cricket and Football-Club |
| 1900-1901 | 21 eprilie 1901    | WAC-Platz Viena     | Wiener AC                        | 1 - 0   | SK Slavia Praga                  |
| 1901-1902 | 19 mai 1902        | Stadion             | Vienna Cricket and Football-Club | 2 - 1   | Budapesta Torna Club             |
| 1902-1903 | 25 mai 1903        | Stadion             | Wiener AC                        | abandon | ČAFC Královské Vinohrady         |
| 1903-1904 | 10 aprilie 1904    | Stadion             | Wiener AC                        | 7 - 0   | Vienna Cricket and Football-Club |
| 1904-1905 | 24 aprilie 1905    | Hohe Warte Viena    | Wiener Sportvereinigung          | 2 - 1   | Magyar AC Budapesta              |
| 1908-1909 | 13 iunie 1909      | Hohe Warte Viena    | Ferencvaros TC Budapesta         | 2 - 1   | Wiener Sport-Club                |
| 1909-1910 | 1910               | -                   | Budapesta Torna Club             | 2 - 1   | Wiener Sport-Club                |
| 1910-1911 | 24 septembrie 1911 | Hohe Warte Viena    | Wiener Sport-Club                | 3 - 0   | Ferencvaros TC Budapesta         |

Ediția Cupei Challenge 1909-1910 este incertă. Unele surse spun că această ediție nu ar fi avut loc. Altele afirmă că a avut loc însă tot ceea ce știm este meciul finalei dintre Budapesta TC și Wiener SC. 

## Clasamentul după numărul de trofee
| Club                                      | Trofee |
| ----------------------------------------- | ------ |
| Wiener AC                                 | 3      |
| Vienna Cricket and Football-Club          | 2      |
| First Vienna FC 1894                      | 2      |
| Wiener Sportvereinigung Wiener Sport-Club | 2      |
| Ferencvaros TC Budapesta                  | 1      |
| Budapesta Torna Club                      | 1      |